# Фландрський дім

Герб Фландрського дому, графів фландрських

Фла́ндрський дім (фр. Maison de Flandre) — франкський шляхетний рід. Походить від васалів імператора Карла Великого. Поділявся на декілька гілок, які володіли різними графствами на території Франкського королівства (Франції): Фландрська головна гілка (графи Фландрські), Еноська гілка (графи Еноські), Булонська гілка (графи Булонські). Представник Булонської гілки — Готфрід дав початок Булонській династії, що правила у Єрусалимському королівстві й носила титул єрусалимських королів. Також — Балдуїнський дім (фр. Maison de Baudouin) або Балдуїни, Бодуеніди (фр. Baudouinides).

## Герби

Фландрські графи (старий, уявний)
Фландрські графи (новий, дійсний)
Еноські графи (старий)
Булонські графи
Єрусалимські королі
Латинські імператори

## Історія

### Походження
Про походження першого графа Фландрії хроністи повідомляють, що його пращуром був Лідріс або Лідерік, сір Гарлебекський, який отримав у ленне володіння від Карла Великого безплідні землі, які були нічого не варті й укриті болотами. Його син Енгеран, а потім його онук Одасе (Audacer) мали, подібно до нього, звання королівських лісничих (forestarii). Відомо, що 836 року помер дехто граф Лідерік і що Енгеран, відомий своєю участю в роздорах та інтригах останніх Каролінгів, мав, як і Одасе, титул графа та світського абата монастиря Сен-П'єр у Генті. Сином графа Одасе був Бодуен (Балдуїн) I.

### Графи Фландрії
Бодуен (Балдуїн) I Залізна Рука (пом. 879), ймовірно, вже мав значну могутність у північних областях басейну Шельди, де він воював із норманами. У 862 році він викрав дочку короля Франції Карла II Лисого Юдиф, вдову англосаксонського короля Етельвольфа, із Санліса, де вона перебувала під наглядом кількох духовних осіб. Незважаючи на протести Карла, на його відмову погодитись на цей шлюб та погрози, що він позбавить Балдуїна його ленних володінь, Бодуен відмовився видати дружину і вдав, ніби хоче укласти союз із норманами, після чого Карл був змушений визнати свого зятя. Бодуен зміг, завдяки цьому, приєднати до своїх родових володінь багатий спадок своєї дружини і став першим графом Фландрії.
Із синів Бодуена I молодший, Рауль (бл. 867 — 17 червня 896) був графом Камбре, після вбивства якого графство успадкував чоловік його єдиної дочки, Ісак (пом. бл. 948). Старший же син Бодуена I, Бодуен (Балдуїн) II Лисий (863/865 — 10 вересня 918) успадкував Фландрію. Скориставшись припиненням нападів норманів, він узявся за розширення кордонів своєї держави на південь. Він активно втручався до міжусобиць, що відбувались у Франції після усунення імператора Карла III Товстого, балансуючи між Едом Нейстрійським і Карлом Простуватим. При цьому Бодуен не дуже перебирав засобами. В результаті до кінця його правління Фландрія почала межувати з Вермандуа та Нормандією, окрім того йому належала значна частина морського узбережжя між Звіном і Соммою. Окрім того він одружився з англосаксонською принцесою, дочкою Альфреда Великого, поклавши початок зв'язкам між Фландрією та Англією.
Старший син Бодуена II, Арнульф I Великий (885/889 — 27 березня 965), що спадкував батьку 918 року, завершив справу батька. Він остаточно заволодів у 932—933 роках Аррасом, після 941 року — Дуе, а 948 року — Монтреєм-сюр-Мер. Він був одним з наймогутніших та найбагатших князів свого часу. Він привласнив собі титул маркграфа, яким користувались його наступники до початку XII століття. Але на шляху подальших завоювань стало Нормандське герцогство, що перекривало йому на річці Канш шлях на південь. Він намагався усіма засобами знищити свого суперника. Для цього Арнульф уклав союз проти герцога Нормандії Вільгельма I з королями Людовіком IV Заморським і Лотаром. У підсумку Арнульф наказав убити герцога Вільгельма під час одного побачення в Пікіньї 17 грудня 942 року. Але у запеклій боротьбі між Фландрією та Нормандією обидві сторони виявились однаково сильними, і їм не вдалось здолати одна одну.
У 958 році Арнульф відмовився від влади на користь свого сина Бодуена (Балдуїна) III Молодого (бл. 940 — 1 січня 962), але той 962 року раптово помер, після чого Арнульф знову повернувся до влади. Після його смерті 965 року йому спадкував малолітній син Бодуена III, Арнульф II (961/962 — 30 березня 988). Король Лотар спробував скористатись малолітством графа Арнульфа й захопити Фландрію, вторгшись до неї. Король зміг захопити Теруан, Сен-Поль, Дуе й Аррас, але після втручання імператора Оттона I, покликаного єпископом Камбре, був змушений відступити і втратив захоплені землі. Після смерті короля Франції Людовіка V у 987 році Арнульф II підтримав претензії на престол Карла Лотарінгського й не визнав обрання королем Гуго Капета. У підсумку Гуго здійснив похід на Фландрію, захопивши більшу її частину. В результаті Арнульф був змушений примиритись й визнати себе васалом Франції.
Арнульфу 988 року спадкував його старший син, Бодуен (Балдуїн) IV Бородатий (бл. 980 — 30 травня 1035). Він залишив південну частину своїх володінь в руках васалів, графів Гіна, Есдена й Сен-Поля, зосередивши свої зусилля на розширенні Фландрії на схід. У 1006 році він захопив Валансьєн. Тільки 1007 року імператору Генріху II вдалось змусити за допомогою короля Франції й герцога Нормандії повернути місто. До 1012 року імператор був змушений віддати Бодуену острів Вальгерен з чотирма іншими островами (в Зеландії) й область Чотирьох округів, що поклало початок так званої імперської Фландрії, а також маркграфство Валансьєн, завдяки чому Бодуен IV став також васалом імператора. Його син Бодуен (Балдуїн) V Лілльський (бл. 1012 — 1 вересня 1067) скористався повстанням герцога Лотарингії Готфріда Бородатого, заволодівши усією областю, розташованою між Шельдою та Дендрою, зумівши утримати її за собою. Він був одружений з дочкою короля Франції Роберта II. У 1060—1065 роках він був регентом Франції при малолітньому королі Філіпі I. Він придушив повстання проти Філіпа, упродовж всього часу правління розпоряджався прибутками королівства. Окрім цього Бодуен відмовився від війн з Нормандією, видавши за її герцога Вільгельма, майбутнього короля Англії, свою дочку Матильду. Також Бодуен зміг вигідно одружити своїх синів. Старший, Бодуен (Балдуїн) VI (бл. 1029 — 10 липня 1070) у 1051 році одружився з Рішильдою, вдовою графа Ено Германа, завдяки чому незважаючи на протести імператора успадкував графство. Молодший, Роберт I Фризький (1031 — 13 жовтня 1093), у 1063 році одружився з Гертрудою Саксонською, вдовою графа Голландії Флоріса I, завдяки чому став опікуном малолітнього графа Дірка V.
Після смерті батька 1067 року Бодуен VI об'єднав Фландрію та Ено. Але після його смерті 1070 року його сини Арнульф III (бл. 1055 — 22 лютого 1071) і Бодуен II (бл. 1056 — 8 червня 1098) залишились малолітніми під опікою матері. Й цим вирішив скористатись брат Бодуена VI, Роберт, який організував повстання у 1070 році, завдяки якому він захопив Гент та проголосив себе графом Фландрії. Арнульф та його мати звернулись по допомогу до короля Франції Філіпа I, отримавши також підтримку графа Герефорда Вільяма Фіц-Осберна, який привів армію з Нормандії. 22 лютого 1071 року поблизу гори Кассель відбулась битва, в результаті якої Арнульф і Вільям загинули. Король Філіп невдовзі примирився з Робертом I і визнав його графом Фландрії, а Рихільда з Бодуеном оселились в Ено, закликавши на допомогу імператора. Після тривалої боротьби Бодуен II помирився з дядьком. Він став родоначальником лінії Ено Фландрського дому.
Роберт I переніс столицю графства до Брюгге. За його правління Фландрія остаточно стала християнською країною. Він підтримував свого пасинка Дірка V у боротьбі проти єпископа Утрехта й герцога Нижньої Лотарингії Готфріда Горбатого. Він ворогував із королем Англії Вільгельмом I, для боротьби з яким Роберт уклав союз із королем Данії Кнудом VI, видавши за нього свою дочку Аделу. У 1087—1090 роках він здійснив паломництво в Єрусалим.
Старший син Роберта I, Роберт II Єрусалимський (бл. 1065 — 5 жовтня 1111) спадкував батьку 1093 року. Він зміг ще більше розширити свої володіння. У 1097 році Роберт взяв участь у Першому хрестовому поході. Він зблизився з Францією, вбачаючи у ній союзника проти короля Англії. Його син Бодуен VII (1093 — 17 червня 1119) спадкував батьку 1111 року. Він продовжив політику батька стосовно Англії. Бодуен помер 1119 року від поранення, отриманого в Нормандії. Дітей він не залишив, а престол передав сину своєї сестри, данському принцу Карлу I Доброму, вихованому при фландрському дворі.
Після смерті Карла Доброго на престол також претендував Вільгельм Іпрський (бл. 1070—1165), незаконний син брата Роберта II — Філіпа ван Ло (пом. до 1127). Він був останнім представником фландрської гілки дому.

### Графи Ено
Бодуен II (бл. 1056 — 8 червня 1098) став родоначальником другого дому Ено. Після безуспішної боротьби з дядьком, графом Фландрії Робертом I, він примирився із ним. У 1097 році він вирушив у Перший хрестовий похід, під час якого загинув. Він залишив кілька синів та дочок. Від молодшого сина, Арнольда, пішла гілка сеньйорів де Рель, що згасла 1287/1288 року. А старший син, Бодуен (Балдуїн) III (1188—1220) успадкував Ено. Він висунув права на Фландрію після смерті Бодуена VII, але безуспішно. Йому спадкував старший син Бодуен (Балдуїн) IV Будівельник (бл. 1108 — 8 листопада 1171). За часів його малолітства до 1127 року регентшею графства була його мати, Іоланда Гелдернська. Вона домоглась заручин сина з Алісою Намюрською (бл. 1115—1169), з якою Бодуен одружився близько 1130 року. Завдяки цьому шлюбу 1189 року графство Намюр після припинення Намюрського дому перейшло до сина Бодуена IV.
Бодуен IV безуспішно висував права на Фландрію у 1127 році після смерті Карла Доброго, й потім у 1128 році після смерті Вільгельма Клітона. У 1147 році Бодуен спробував знову захопити Фландрію, скориставшись тим, що її граф Тьєррі Ельзаський вирушив у хрестовий похід. Але спроба завершилась нічим. У 1151 році Тьєррі та Бодуен уклали мир. 1161 року Бодуен одружив свого сина Бодуена з дочкою Тьєррі Маргаритою, що дозволило йому за 40 років отримати Фландрію.

### Графи Ено, Фландрії й Намюра
Бодуен V (1150 — 17 грудня 1195) спадкував батьку в Ено 1171 року. Він зблизився зі своїм шурином, графом Фландрії Філіпом I Ельзаським, уклавши з ним 1177 року угоду про союз. У 1180 році Бодуен видав свою дочку Ізабеллу за короля Франції Філіпа II Августа, який отримав як придане Артуа. 1189 року Бодуен отримав від імператора графство Намюр, зведене у маркграфство, а 1191 року після смерті Філіпа Ельзаського отримав Фландрію. За Намюр йому довелось вести війну з братом дружини Генріхом I Намюрським, з якої він вийшов переможцем 1194 року.
Бодуен V залишив кількох синів. Фландрію й Ено успадкував його старший син Бодуен (Балдуїн) IX (1171—1205), Намюр отримав другий син, Філіп I (1175 — 12 жовтня 1212). Ставши графом, Бодуен IX на відміну від батька став прибічником короля Англії. У 1200 році йому вдалось за Перронською угодою отримати північ Артуа, а також суверенітет над Гіном, Арром та Бетюном. А 1202 року він разом зі своїми молодшими братами Генріхом та Есташем вирушив у Четвертий хрестовий похід, залишивши регентом Фландрії Філіпа Намюрського, а регентом Ено — свого побічного брата Віллема де Вершина. В результаті цього походу Бодуена було обрано імператором Латинської імперії, але 1205 року потрапив у полон, де й помер. В Латинській імперії йому спадкував брат Генріх (бл. 1176 — 11 липня 1216). Ще один брат, Есташ (пом. після 1217) у 1210—1216 роках був регентом Фессалонік.
Бодуен IX залишив тільки двох дочок, Жанну (1188 — 5 грудня 1144) й Маргариту II (2 червня 1202 — 10 лютого 1180), які послідовно правили у Фландрії та Ено. Інші брати Бодуена IX дітей не залишили.
Існувала ще лінія сеньйорів Себург, родоначальником якої був брат Бодуена V, Генріх (пом. після 1207). Вона згасла у 1-й половині XIII століття. Також існувала побічна лінія сеньйорів де Вершин, родоначальником якої був незаконний син Бодуена IV де Ено — Віллем де Вершин, регент Ено у 1201—1205 роках. Останній представник цієї лінії, Жан III де Вершин (пом. 25 жовтня 1415) загинув у битві під Азенкуром.

### Династії, які, можливо, походять від Фландрського дому
Деякі спеціалісти виводять із Фландрського дому такі роди:
- Булонський дім. Його родоначальником вважається граф Булоні Адалульф (пом. 933). Можливо, він був сином Бодуена II Лисого, графа Фландрії. Але існують й інші версії його походження.
- Графи Понтьє, Сен-Поль, сеньйори де Кусі. Їхній можливий пращур[2], Ангерран I, граф Гента, Куртре й Турне у 853—866 роках і граф де Ено у 870—880 роках був сином графа Ангеррана (пом. 851), діда Бодуена I Залізна Рука. Ймовірним онуком Ангеррана I був Ангерран II, граф Ено у 920—925 роках.